# Большая Медведица I
Большая Медведица I (UMa I dSph) является галактикой, обращающейся по орбите вокруг Млечного Пути. Она была открыта Бэтом Виллманом и др. в 2005 году.
Будучи небольшой карликовой галактикой, она имеет размер, составляющий лишь несколько тысяч световых лет. В 2006 году была определена её светимость, вторая по слабости среди известных галактик (исключая тёмные галактики, такие как VIRGOHI21 в скоплении Девы) после Волопаса I (абсолютная величина −5,7m). Абсолютная величина галактики, по оценкам, составляет лишь −6,75m, что означает, что её светимость меньше, чем даже у некоторых звёзд Млечного Пути, таких как Денеб и Ригель. Она была описана аналогично карликовой галактике в Секстанте. Обе галактики достаточно древние и с дефицитом металлов.
По оценкам, Большая Медведица I расположена на расстоянии около 330 000 св. лет (100 кпк) от Земли, что примерно вдвое больше расстояния до Большого Магелланова Облака, крупнейшего и наиболее яркого спутника галактики Млечный Путь.
Название «Большая Медведица I» было присвоено ещё одному объекту, обнаруженному Эдвином Хабблом в 1949 году (другое его обозначение — Palomar 4). Некоторое время предполагалось, что он является либо карликовой сфероидальной либо эллиптической галактикой. Однако позже выяснилось, что он является очень далёким (около 360 000 св. лет) шаровым скоплением, принадлежащим нашей Галактике.